# اسین هاروی
اسین هاروی (انگلیسی: Esin Harvey؛ زادهٔ ۹ مهٔ ۱۹۷۹) بازیگر اهل ترکیه است. وی از سال ۲۰۰۴ میلادی تاکنون مشغول فعالیت بوده‌است.